# José María Peña (futbolista)
Anacleto José María Peña Salegui (Guecho, Vizcaya, 19 de abril de 1895-Guecho, 13 de enero de 1988) fue un futbolista, entrenador y atleta español. Jugaba de centrocampista y llegó a ser internacional con la selección española, con la que disputó los Juegos Olímpicos de París 1924. Fue el primer jugador de la historia del Real Madrid C. F. en firmar un contrato como profesional. Tras abandonar el club madrileño en 1932, firmó como entrenador del R. C. Celta de Vigo, aunque también ejerció como jugador en ocasiones.

## Clubes

### Como jugador
| Club                | País   | Año       |
| ------------------- | ------ | --------- |
| Arenas Club         | España | 1915-1926 |
| Real Madrid F. C.   | España | 1926-1932 |
| R. C. Celta de Vigo | España | 1932-1934 |

### Como entrenador
| Club                            | País   | Año       |
| ------------------------------- | ------ | --------- |
| R. C. Celta de Vigo             | España | 1932-1935 |
| Real Oviedo                     | España | 1935-1936 |
| C. A. Osasuna                   | España | 1939-1940 |
| Real Gijón                      | España | 1940-1942 |
| Arenas Club                     | España | 1942-1943 |
| Baracaldo C. F.                 | España | 1943-1945 |
| Real Gijón                      | España | 1946-1947 |
| R. S. Gimnástica de Torrelavega | España | 1947-1948 |

## Palmarés

### Campeonatos nacionales
| Título        | Club         | País   | Año  |
| ------------- | ------------ | ------ | ---- |
| Copa del Rey  | Arenas Club  | España | 1919 |
| Liga española | Madrid F. C. | España | 1932 |